# 원죄 (1967년 영화)
《원죄》는 1967년 공개된 대한민국의 영화이다.

## 배역
- 오영일
- 문희
- 김진규
- 이낙훈
- 주연
- 김신재
- 전양자

## 수상
- 제2회 백마상 신인남우상 - 오영일